# Cratere Medon
Medon è un cratere sulla superficie di Teti.